# Santo Tomás (État de Mexico)
Pour les articles homonymes, voir Santo Tomás.
Santo Tomás est une municipalité de l'État de Mexico, au Mexique. Elle couvre une superficie de 110,91 km2 et compte 9 682 habitants en 2015.